# Radimella floridana
Radimella floridana is een mosselkreeftjessoort uit de familie van de Hemicytheridae.